# بيكسبي (مساعد افتراضي)
بيكسبي تطبيق مساعد افتراضي طُوِر من قِبل شركة إلكترونيات سامسونج.
في 20 مارس 2017 أعلنت شركة سامسونج عن المساعد الرقمي الصوتي المسمى «بيكسبي» "bixby". تم عرض بيكسبي في إصدارات هواتف سامسونج جالكسي إس8 وجالكسي نوت 8 جالكسي إس8 بلس وجالكسي إس9، وجالكسي إس9 بلس، وجالكسي نوت 9، يمكن تحميل برنامج بيكسبي على أجهزة جالكسي القديمة التي تعمل بنظام أندرويد نوجا.

## ميزات
ينقسم تطبيق بيكسبي إلى ثلاث أقسام: تعرف بـ بيكسبي الصوت، وبيكسبي الرؤية، وبيكسبي الرئيسية.

### بيكسبي الصوت
مع بيكسبي الصوت يمكن للمستخدم تفعيل بيكسبي بالنداء عليه أو ضغط زر بيكسبي الذي يقع أسفل مفتاح الصوت.

### بيكسبي الرؤية
تم تضمينه في تطبيق الكاميرا ويمكنه «رؤية» ما يمكن أن يراه المرء، لأنه عبارة عن كاميرا واقع معزز مدمجة يمكنها تحديد الأشياء في نفس الوقت.

### بيكسبي الرئيسية
يمكن إيجاد بيكسبي الرئيسية عن طريق سحب الشاشة الرئيسية لجالكسي إلى أقصى اليسار إن كان الهاتف على اللغة العربية، وسحبه إلى أقصى اليمين لو كان الهاتف على اللغة الإنجليزية.
يتم استعراض قائمة من المعلومات التي تتفاعل معها بيكسبي مثل تطبيق الطقس وتطبيق فتنس.
تدعم بيكسبي ثلاث لغات: الإنجليزية والصينية والكورية. كما تدعم أيضا البحث الصوري.